# HomeKit
HomeKit（ホームキット）は、Appleが開発しているIoTシステムのサービス名およびソフトウェア名。

## 概要
HomeKitとは、iOS、iPadOS、macOS、watchOSなどで利用可能なIoTアプリケーションで、Siriまたは「ホーム」Appから操作できる
HomeKitは、HomeKit Accessory Protocol（HAP）を介して接続された家電製品を管理している。
なお、米CSAが策定する規格であるMatterは、iOS 16以降へのアップデートによりホームアプリで操作可能である。

## HomeKitのバージョン

### iOS 13
iOS 13.2ではセキュリティービデオの安全性がさらに強化された「HomeKit Secure Video」が利用可能になった。

### iOS 14
iOS 14ではコントロールセンターにシーンに応じたホームコントロールを表示し、HomeKit対応デバイスなどを操作することが可能になった。
またiOS 13で導入された「HomeKit Secure Video」を拡張し、監視カメラのカメラから来客などを顔認識して通知が可能になった。なお、この判定はiCloudなどのクラウドにアップロードせずにデバイス上のAIで行われる。

### iOS 15

#### ホームキー
サポートされているHomeKit対応ロックを使用すると、ドアに近づき、ウォレットアプリの仮想キーを使用してドアのロックを解除出来る様にした。Apple Watchでもキーは利用出来る。

#### Siriの更新
Siriにデバイスの操作を予約できる様になった。例えば、「Hey Siri　45分で照明を消して」と予約が可能。
また、HomeKitのアクセサリメーカーが製品で「Hey Siri」を使えるようになった。

#### HomeKit Secure Video
今までは人・車・動物が認識可能だったが、新たにパッケージの認識に対応し、置き配をユーザーに通知可能になった。
また、iCloud＋の登場により、最大5台までだったカメラの台数が、制限なしに変更された。

### iOS 16

#### Matter
新しいスマートホーム規格・Matterに対応したデバイスがApple Homeに追加できるようになった。しかし、追加にはホームハブを必要とする。

## 対応デバイス
HomeKitは現在、次のデバイスカテゴリ（拡張リスト）をサポートしている。
- スプリンクラー
- ブリッジ[1]
- カメラ
- IPカメラ
- ドアベル
- ビデオドアベル
- ガレージのドア
- ドア（開閉センサー）
- 窓（開閉センサー）
- 鍵
- セキュリティシステム
- モーションセンサー
- 人感センサー
- 蛇口
- 換気扇
- テレビ
- スピーカー
- 照明
- エアコン
- コンセント
- 扇風機
- 加湿器
- 除湿機
- 空気清浄機
- 煙探知機
- スイッチ
- （プログラム可能な）スイッチ
- オーディオ/ビデオレシーバー
- ルーター
- サーモスタット
- シャワーシステム

ガレージのドア、ロック、セキュリティシステム、および窓は安全なアプライアンスとして分類され、制御するにはiPhoneやiPadなどの認証を備えたデバイスが必要だ。
また、すべての認証デバイスはAppleのホームページから見ることができる。
また、非公式ながら有志によりHomebridgeというシステムの開発が続けられており、Raspberry Piなどにインストールして利用すると、非対応機種でも対応デバイスの様に操作が可能となる。

## 安全性

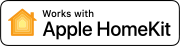
認証マーク

HomeKitデバイスは、AppleがMFi認証を行い審査しているほか、暗号化されている。
ただし、HomeKit Secure Videoを使用するには50GB以上のiCloudストレージが必要である。

## 遠隔操作
ホームアプリを利用して外出先からの操作ができるほか、位置情報などを元に自動で操作したり、他人と共有もできる。
なお、遠隔操作のためには常に自宅のWifiに接続出来るホームハブが必要。ホームハブにはApple TV・HomePod・iPadが設定可能。

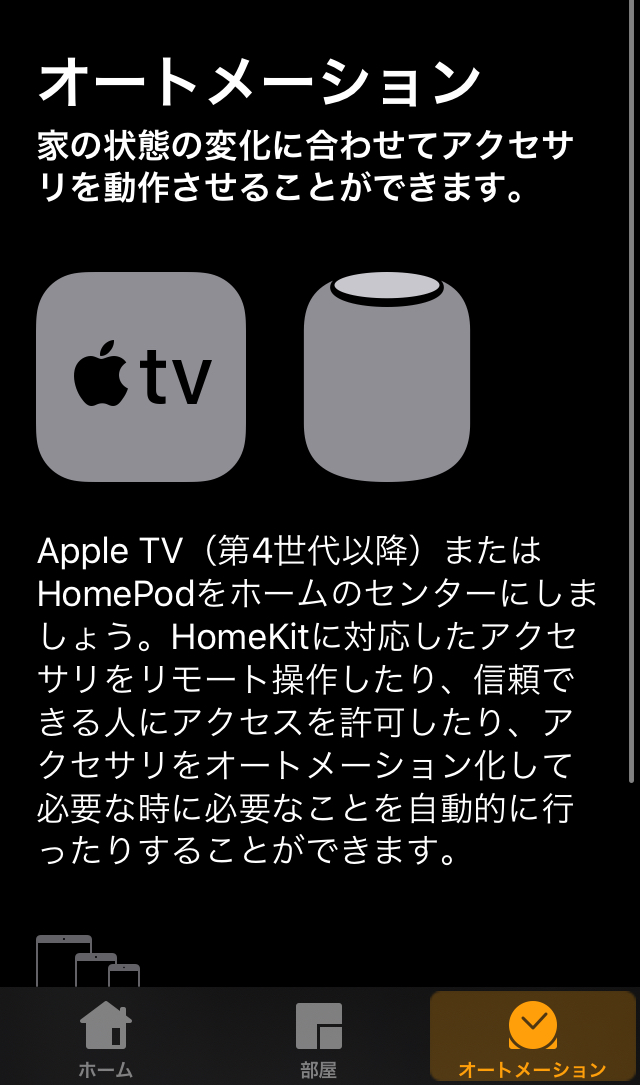